# Kościół w Karby
Kościół w Karby (duń. Karby Kirke) – luterańska świątynia w duńskiej wsi Karby, w regionie Jutlandia Północna, na wyspie Mors. Siedziba protestanckiej parafii Karby, której proboszczem jest Christian Rønlev Berwald.
Świątynię wzniesiono w 1100 roku. Obrazy pochodzą z około 1700 roku. W zakrystii znajdują się freski przedstawiające czterech ewangelistów.